# Tarjeta penal

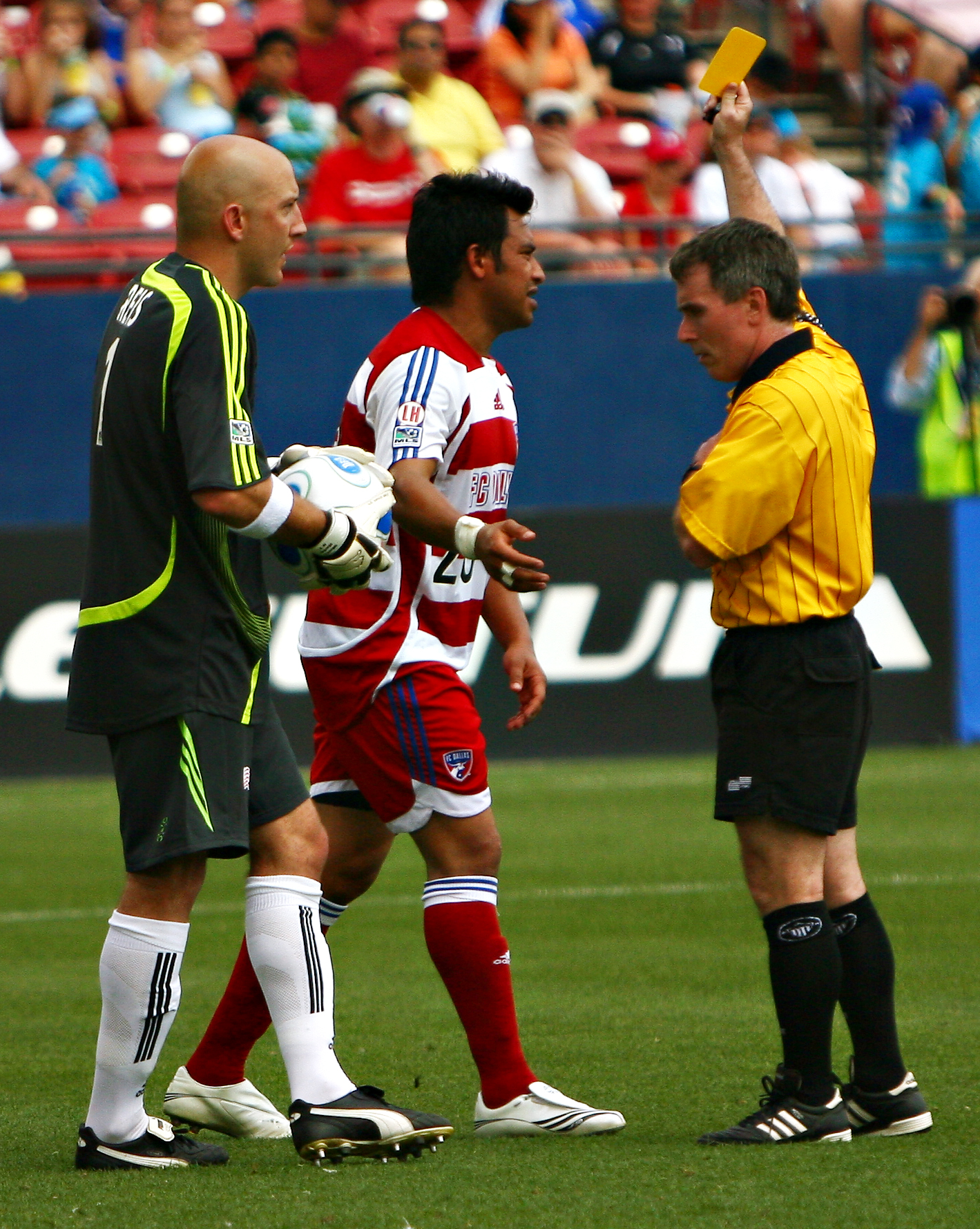
Tarjeta amarilla mostrada en un partido de fútbol.

Una tarjeta penal es usada en numerosos deportes como medio de advertencia, represión o sanción a un jugador, jugador sustituto o jugador sustituido de un equipo. Es comúnmente utilizada por los árbitros para indicar que un jugador ha cometido una falta. El árbitro tendrá la tarjeta por encima de su cabeza mirando o apuntando hacia el jugador que ha cometido la infracción. El color o la forma de la tarjeta utilizada por el árbitro indica el tipo o la gravedad de la infracción y el grado de castigo que se debe aplicar; según su gravedad, las sanciones pueden significar uno o varios partidos de suspensión.

## Historia
La idea de utilizar tarjetas de colores en idioma neutral para comunicar las intenciones de un árbitro en los deportes, fue obra del árbitro inglés de fútbol Ken Aston, quien dirigió en la VII Copa Mundial de Fútbol de 1962 el partido conocido como la Batalla de Santiago entre las selecciones de Chile e Italia, que le permitió graduar su uso por sus tipos de faltas. Aston fue nombrado para el Comité de Árbitros de la FIFA y fue responsable de todos los árbitros en la VIII Copa Mundial de 1966. En los cuartos de final, Inglaterra se enfrentó con Argentina en el Estadio de Wembley. Tras el partido, la prensa declaró que el árbitro Rudolf Kreitlein había amonestado a Bobby y Jack Charlton. El árbitro no había tomado una decisió una aclaración posterior al partido.
Este incidente hizo que Aston pensara en maneras de tomar decisiones de arbitraje más claras a los jugadores y espectadores. Aston realizó un código de colores, basado en el mismo que se utiliza en los semáforos (amarillo: precaución, rojo: detenerse), que atraviesan las barreras del idioma y aclaración si un jugador ha sido amonestado o expulsado. Como resultado, la tarjeta amarilla se utiliza para indicar amonestación y la tarjeta roja para expulsión, y se utilizaron por primera vez en la Copa Mundial de 1970 en México. No obstante, al no haber expulsados en dicho certamen, su estreno real se produjo en la Copa Mundial de Alemania 1974, donde el chileno Carlos Caszely en su primer partido mundialista frente al equipo local recibió la primera tarjeta roja en un Mundial.
El uso de tarjetas penales ha sido adoptado y expandido por varias disciplinas deportivas, con cada deporte adaptándose a las ideas específicas de reglas o leyes.

## Tarjetas penales usadas frecuentemente

### Tarjeta amarilla
Una tarjeta amarilla es usada por muchos deportes de diferentes códigos y como símbolo. Su significado es diferente entre los deportes, sin embargo el más común indica una advertencia dada a un jugador con respecto a su conducta, o indica una suspensión temporal. Los ejemplos incluye

#### Uso de la tarjeta amarilla en fútbol
Una tarjeta amarilla es mostrada por el árbitro para indicar que un jugador ha sido oficialmente amonestado y no puede quejarse.
Para mayor información del jugador se registra por el árbitro en un pequeño cuaderno donde se registra su amonestación como evidencia. Un jugador que ha sido amonestado puede seguir jugando, sin embargo, si recibe una segunda amonestación en el mismo partido es expulsado (amonestado con tarjeta amarilla una vez más, y luego una tarjeta roja), lo que significa que debe abandonar el campo inmediatamente y no participa más en el juego. El jugador expulsado en el juego no podrá ser sustituido por un suplente.
En la ley 12 de las reglas de juego (que son fijadas por el International Football Association Board y utilizadas por la FIFA) se enumeran los tipos de ofensas y faltas de conducta que pueden resultar en una amonestación. También afirma que "sólo un jugador, sustituto o jugador sustituido" puede ser amonestado. Las nueve razones de amonestación son:
1. Conducta antideportiva
2. Disidencia por palabra o acción.
3. Violación continua de las leyes del juego.
4. Retrasar la reanudación del juego.
5. No respetar la distancia reglamentaria en la ejecución de un tiro libre, saque de esquina o saque de banda.
6. Entrar o volver a entrar en el terreno de juego sin el permiso del árbitro.
7. Salir deliberadamente del terreno de juego sin el permiso del árbitro.
8. Quitarse la camiseta como festejo al hacer un gol a menos que tenga otra camiseta debajo que en este caso no es sancionable con la tarjeta amarilla
9. Ir a celebrar con la hinchada.

En la mayoría de los campeonatos nacionales, la acumulación de un determinado número de tarjetas amarillas sobre varios juegos resulta la descalificación del jugador infractor por un número determinado de partidos, el número exacto de tarjetas y variantes de partidos por jurisdicción.

### Tarjeta roja

Una tarjeta roja es usada en varios deportes. Indica una ofensa seria y puede significar que un jugador ha sido expulsado del juego.

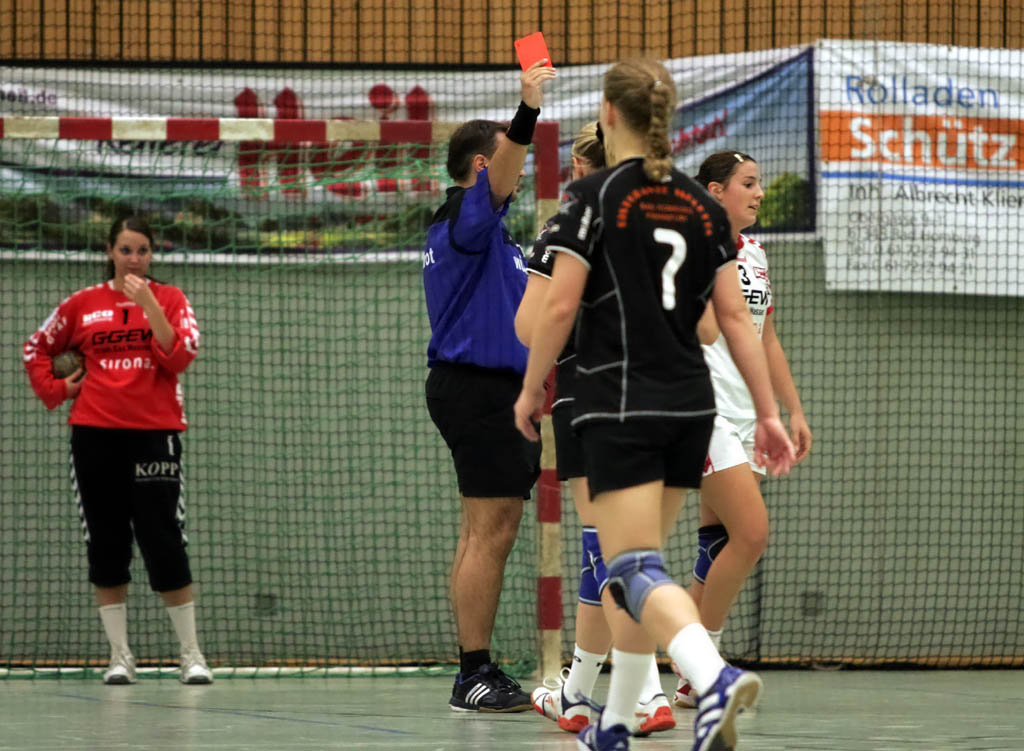
Una tarjeta roja mostrada en un partido de balonmano.

Una tarjeta roja se utiliza en varias disciplinas deportivas. Su significado es diferente entre los deportes, sin embargo el más común indica una falta grave y con frecuencia da lugar a que el jugador esté permanente suspendido del juego (también "expulsado" del juego). 

#### Uso de la tarjeta roja en fútbol
Una tarjeta roja mostrada por el árbitro indica que un jugador ha sido expulsado. Un jugador que ha sido expulsado es obligado a abandonar el terreno de juego inmediatamente y no participa más en el juego. El jugador que ha sido expulsado no puede ser reemplazado durante el partido, su equipo debe continuar el partido con un jugador menos. Sólo los jugadores, suplentes y jugadores sustituidos pueden recibir esta tarjeta. Los directores técnicos pueden ser expulsados. En la ley 12 de las reglas de juego se enumeran las categorías de mala conducta por lo que puede ser un jugador expulsado. Estos son: 
1. Juego brusco grave (falta violenta).
2. Conducta violenta (cualquier otro acto de violencia).
3. Escupir a un adversario, árbitro, dirigente o cualquier otra persona situada en las instalaciones del encuentro.
4. Manipulación de ofensa deliberada de negar una oportunidad de gol a cualquier jugador, excepto el portero en su propia área penal.
5. Cometer una falta que niegue a un adversario una oportunidad de gol (informalmente conocido como una falta profesional).
6. Usar lenguaje ofensivo, insultante o abusivo, o gestos.
7. Recibir una segunda amonestación (tarjeta amarilla) en un partido.
8. Celebrar un gol de manera obscena.

Una tarjeta roja es mostrada luego de que a un jugador le sacan dos tarjetas amarillas. Sin embargo también se le puede sacar una tarjeta roja teniendo solamente una tarjeta amarilla, si la falta que comete merezca una tarjeta roja directa, en cuyo caso también se le puede sacar una tarjeta roja directa sin haber recibido ninguna amarilla.
En partidos, eliminatorias y torneos oficiales, una tarjeta roja directa (es decir, no recibida como consecuencia de dos amarillas sucesivas) da lugar a una posible suspensión de dos o más juegos oficiales por decisión de la federación nacional o internacional de fútbol dependiendo el grado de falta que haya cometido el jugador, sanción que también es aplicable en caso de que el equipo haya quedado eliminado del torneo tras perder el partido o haber terminado su participación jugando por un tercer lugar o la final del campeonato. La expulsión y suspensión de un jugador son inapelables aunque en algunos casos únicamente se puede reducir la descalificación de juegos contando con elementos necesarios para dicha aprobación.
El árbitro puede incluso expulsar del campo de juego a un técnico, asistentes, jugadores en el banquillo y toda persona que él considere (teniendo el árbitro que rendir cuentas posteriormente frente a sus autoridades)
El récord histórico de tarjetas rojas lo ostenta el colombiano Gerardo Bedoya, seguido de Roberto Trotta y Edgardo Pratola.